# Altstädtisches Rathaus (Elbląg)
Koordinaten: 54° 9′ 31″ N, 19° 23′ 47″ O

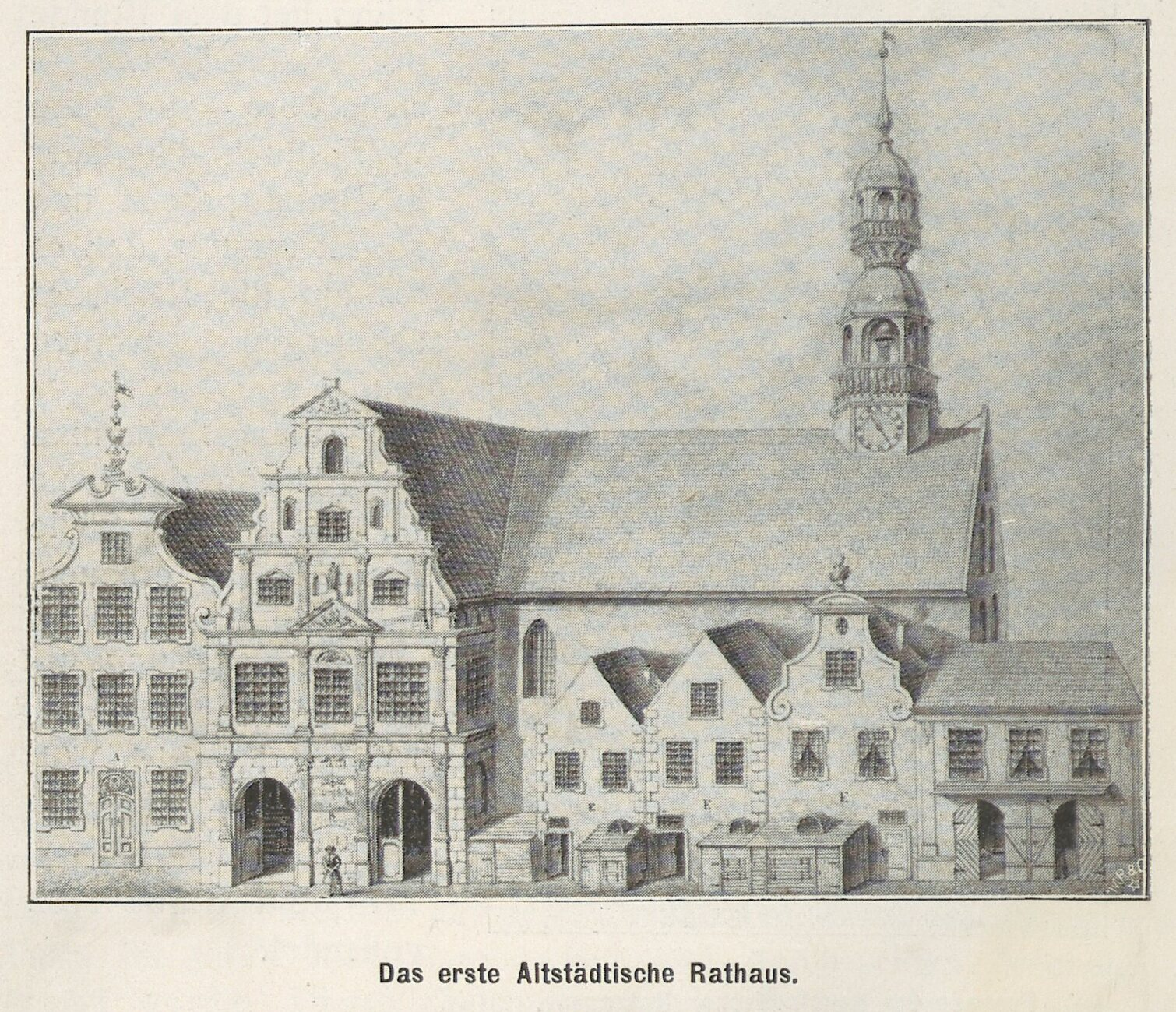
Die Zeichnung zeigt die drei Gebäude des Altstädtischen Rathauses vor dem Brand im Jahr 1777. Rechts neben den drei kleinen Privathäusern und Buden befindet sich die Stadtwaage.

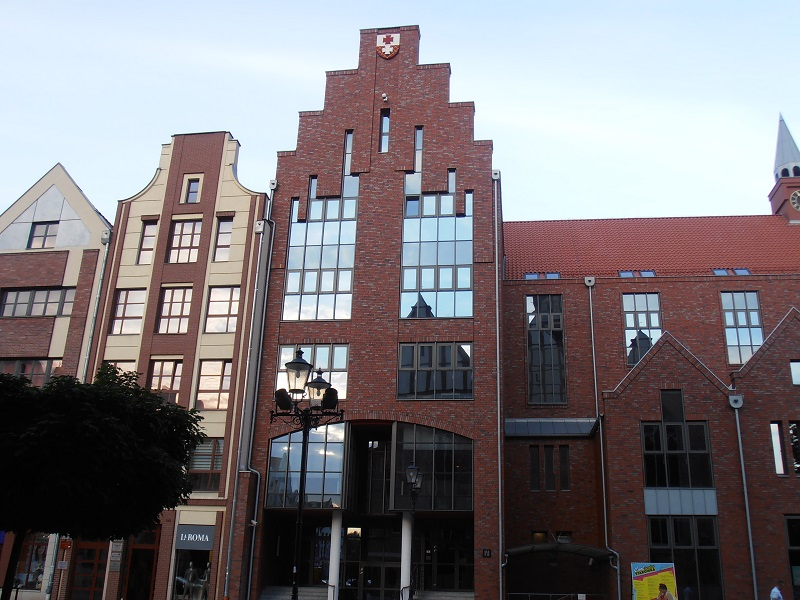
Westseite des 2011 erbauten Rathauses

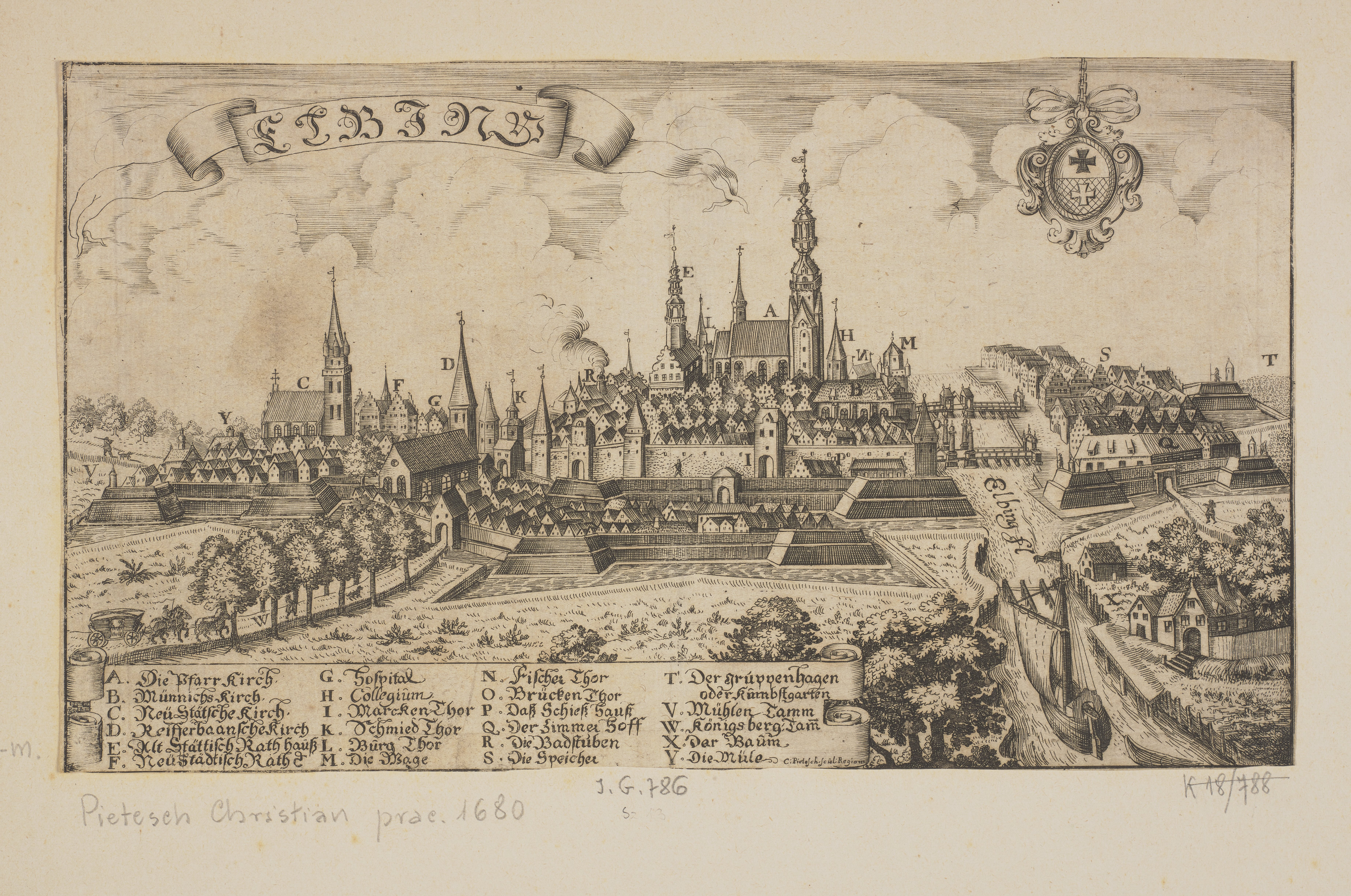
Zeichnung der Stadt Elbing von 1684, mittig oben das „Alt Stättisch Rath hauß“ (Lage gekennzeichnet mit E)

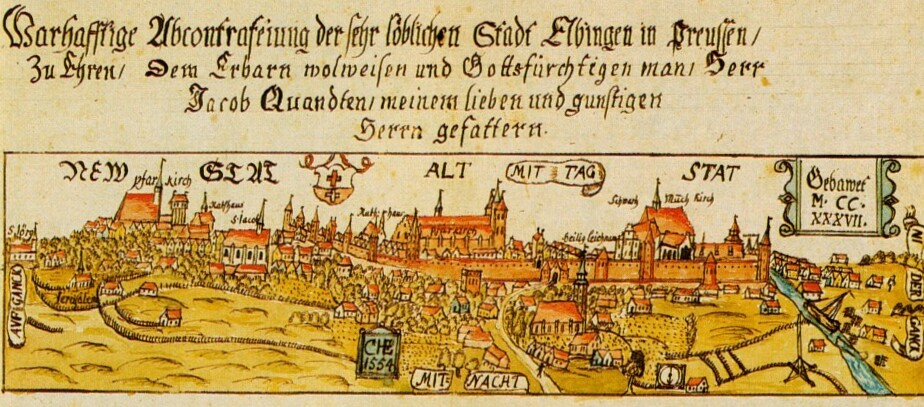
Zeichnung von Elbing mit den beiden Rathäusern: links Neustadt und rechts Altstadt

Das Altstädtische Rathaus in Elbląg (polnisch Ratusz Staromiejski w Elblągu) ist ein abgegangenes Gebäude und heute ein gleichnamiger postmoderner Neubau, der auf den Fundamenten des ältesten Rathauses von Elbląg (deutsch Elbing) in der Straße Stary Rynek 25 (deutsch Alter Markt 25) errichtet wurde. Das neue multifunktionale Gebäude wurde von 2009 bis 2011 gebaut. Das ursprüngliche Altstädtische Rathaus war wie auch der benachbarte Turm der St.-Nikolai-Kirche bei einem Feuer 1777 zerstört worden. Auch das zerstörte Rathaus war im Laufe seiner Geschichte  multifunktional genutzt worden, unter anderem als Sitz des Rates und als Gerichtsstätte, später auch als Kaufhaus.

## Geschichte

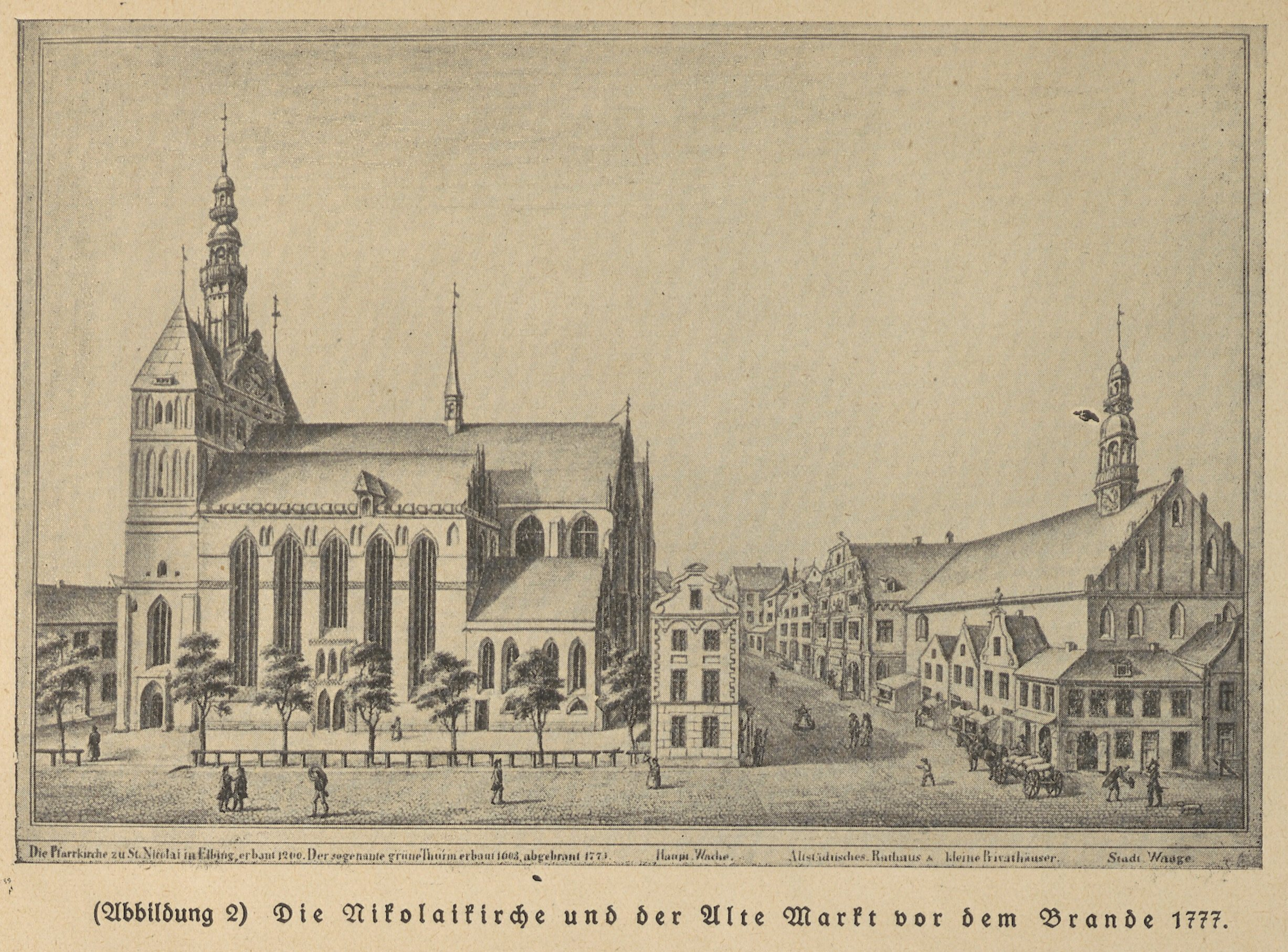
Zeichnung im Illustrierter Führer 1930: rechts das Altstädtische Rathaus mit der Stadtwaage, mittig die Hauptwache, links St. Nikolai zu Elbing

Das gotische Gebäude des ursprünglichen Alten Rathauses in Elbing wurde im 14. Jahrhundert erbaut.
Südlich des Rathauses entstanden im Jahre 1431 mehrere Buden, die der Rat an Handwerker ausgegeben hatte. Der Südgiebel des Rathauses hatte Fenster, daher muss zu den Buden ein Abstand vorhanden gewesen sein. Auf allen Buden ruhte die Pflicht zu scharwerken und wachen „czu der stat behuff“.
Im 16. Jahrhundert wurden die Fassaden im Renaissancestil verändert. Der Lokalchronist und Wappensammler Johann Heinrich Ammelung (1746–1796) gab eine gelungene Schilderung von der gewaltigen Feuersbrunst, die am 26. April 1777 die St.-Nikolai-Kirche und „das Rathhaus mit ihren vielgerühmten und viel bewunderten Thürmen in Ruinen verwandelte“. Nach dem Brand wurde beschlossen, das Rathaus an den Neuen Markt (ab 1816 Friedrich-Wilhelm-Platz, heute Plac Słowiański) zu verlegen.
Da das Rathaus fast völlig zerstört war, wurden die stehengebliebenen Teile abgebrochen, und es verschwand ganz aus dem Stadtbild. Die wenigen chronikalischen und archivalischen Nachrichten geben nur ein unvollständiges Bild seiner Baugeschichte. Einige Zeichnungen erlauben eine gewisse Vorstellung von der äußeren Erscheinung des Rathauses und seinem Inneren, vor allem eine Ansichtszeichnung von Ammelung mit der Unterschrift „Das Alt- staedtische Rath Hauß auf dem altstaedtischen Marckt“, die in der 1786 abgeschlossenen „Historischen Beschreibung der Stadt Elbing“ enthalten war. Vermutlich fertigte Ammelung sie vor oder kurz nach dem Brand von 1777 an, da Einzelheiten wie z. B. des Renaissancegiebels, ziemlich genau wiedergegeben sind. Das Rathaus nahm nach einem rekonstruierten Stadtplan die Häuser Alter Markt 42–44 und Fleischerstraße 20 (heute ulica Rzeźnicka) ein. Der älteste Bau mag ein rechteckiges Fachwerkhaus gewesen sein, das in der Richtung des Marktes oder senkrecht zu ihm gestanden haben kann.
Zum Altstädtischen Rathaus gehörten drei Gebäude. Der Turm des Rathauses war nicht auf dem mittleren Gebäude aufgesetzt, sondern auf dem Gebäude zur Fleischerstraße hin. An der Seitenmauer zum Markt hin standen drei Privathäuser. Im Gebäude an der Ecke zur Fleischerstraße befand sich die Stadtwaage. In einer handschriftlichen Aufzeichnung von 1319 wurde erwähnt, dass die Waage unter dem Rathaus für große Lasten nicht mehr geeignet sei. 1332 erhielt der Rathausturm eine Glocke und 1367 wurde ein neuer, mit Blei gedeckter Rathausturm gebaut. Bereits 1383 wurde dieser Turm abgebrochen und durch einen neuen Turm mit einem vergoldeten Knopf, einem Uhrwerk mit Glocke und einer vergoldeten Uhrscheibe ersetzt. Außerdem wurde das Rathaus bis 1385 mit Pfeilern und Verzierungen verschönert.
1556 wurde der Giebel des mittleren Gebäudes, in dem sich der Eingang zum Rathaus befand, abgebrochen und mit gotländischen Steinen erneuert, die man dafür seit 1550 in Schweden kaufte. Der Giebel war mit 18 Säulen und mit Gesimsen und Frontons über den Fensteröffnungen sowie mit weiteren Schmuckelementen aus Stein gestaltet. In den drei untersten Säulenreihen waren insgesamt zwölf korinthische Säulen angeordnet. In der vierten Reihe folgten vier weitere Säulen. Zwei Säulen in der obersten Reihe bildeten den Abschluss. Im zweiten Geschoss stand über dem Fonton des mittleren Fensters eine Herkulesstatue. Es gab zwei gewölbte Eingänge, sogenannte Lauben. Darüber befand sich längs des Giebels eine Darstellung zur Geschichte des Trojanischen Krieges. In der Laube, die nach der Fleischerstraße lag, wurde öffentlich Gericht gehalten. Hier war auch eine Halterung für den Schandpfahl angebracht. Außerdem führte diese Laube zum Eingang in den Ratskeller, der sich unter den drei Gebäuden erstreckte und in dem ein Weinausschank eingerichtet war. Der Eingang zum Rathaus befand sich in der Laube zur Schmiedestraße (heute ulica Kowalska) hin. Dort wurde im unteren Geschoss in einer kleinen Kammer ein Geschütz verwahrt.
Außerdem befand sich im Rathaus die sogenannte Accisestube und ein feuerfestes Gewölbe, in dem die Dokumente der Stadt und erhaltene Privilegien in Originalen aufbewahrt wurden. Dieses Gewölbe konnte nur gleichzeitig von zwei Bürgermeistern und einem Kämmerer der Stadt geöffnet werden. Diese Sicherheitsmaßnahme diente der Kontrolle gegen unerlaubte Entwendung der wertvollen Dokumente. Im zweiten Stockwerk gab es einen sehr geräumigen Saal mit Fenstern zum Markt. Dieser Saal hieß Rempther oder Repenther und war mit lebensgroßen Bildnissen der Könige von Polen geschmückt. Der Rempter war nicht beheizbar, sodass er nur im Sommer zu Versammlungen genutzt werden konnte. Im Winter fanden die Zusammenkünfte in einem kleineren Raum im gleichen Stockwerk statt, wo das Wettgericht saß und deshalb auch Wettbüro genannt wurde. An den Rempter schloss sich die Ratsstube an, deren Fenster nach hinten gingen. Neben der Ratsstube befand sich die Kanzlei, in der die Sekretäre und Notare in kleineren Büros tätig waren, sowie das Archiv, in dem die Abschriften von wichtigen Urkunden, die Unterlagen des Rathauses und der in Elbing abgehaltenen Landtage aufbewahrt wurden. Eine Bibliothek war ebenfalls vorhanden.
1592 wurde der Turm des Rathauses erneut abgebrochen und ein neuer Turm errichtet, der bis zum Brand 1777 bestand. Er war mit Blei gedeckt, grün angestrichen und hatte eine ähnliche Form wie der grüne Turm der St.-Nikolai-Kirche. Der Turm hatte ebenfalls eine Glocke und eine Schlaguhr; sein Bau wurde um 1600 vollendet.
Das dritte Gebäude, das zum Rathaus gehörte, lag zur Schmiedegasse hin. In den letzten Jahren unter polnischer Regierung war es nicht mehr als Rathaus genutzt und an einen Privatmann vermietet worden. Es wurde deshalb „Altes Rathaus“ genannt. Da aber nach der Ersten polnischen Teilung und der damit verbundenen preußischen Neuaufteilung des Magistrats das bisherige Rathausgebäude zu klein geworden war, wurde dieses dritte Gebäude umgebaut und in das Rathausgebäude einbezogen.
Der Brand brach am 26. April 1777 um 10 Uhr im Turm der Nikolaikirche aus, als er bei einem Hagelsturm vom Blitz getroffen wurde. Das Feuer ergriff dann den Dachstuhl der Kirche, das Flugfeuer zündete mehrere Häuser an, die aber, wie auch das Kircheninnere, durch Löschen gehalten werden konnten. Nur zwei Häuser im „katholischen Winkel“ gingen in Flammen auf. Als die Chorgiebel der Kirche einstürzten, erfasste das Feuer den Holzturm des Rathauses, das nebst allen Anbauten niederbrannte. Man vertraute auch dem feuerfesten Gewölbe nicht, sondern öffnete es und begann mit der Bergung der Unterlagen, als sich das Feuer bereits stark ausgebreitet hatte. Dabei ging vieles verloren. Nur der Giebel zum Markt und ein Teil an der Schmiedestraße, der „Altes Rathaus“ genannt wurde, blieben stehen. Nach dem Abbruch der Mauerreste konnten Teile des Rathauskellers erhalten werden, die unter einigen Gebäuden des Rathauses lagen.

## Neubau im 21. Jahrhundert
Im Zweiten Weltkrieg wurde die Altstadt von Elbląg zu 95 % zerstört. Nach der Beseitigung der Trümmer bestand sie aus zwei gotischen Kirchen, dem Heilig-Geist-Spital, dem Markttor, sechs Wohnhäusern sowie aus großen, begrünten Freiflächen. Bis 1965 wurde die St.-Nikolai-Kirche wiederaufgebaut. Nachdem ab den 1980er Jahren unter den Freiflächen archäologische Untersuchungen erfolgt waren, wurde für die Neubebauung der Altstadt gefordert, den freigelegten Stadtgrundriss zu nutzen und auf den alten Gebäudegrundrissen eine zeitgenössische Bebauung vorzunehmen.
Das heutige Gebäude des Altstädtischen Rathauses wurde von 2009 bis 2011 im postmodernen Stil nach Plänen von Szczepan Baum, Andrzej Kwieciński und Wanda Grodzka gebaut. Die Form des Gebäudes lehnt sich an die des historischen Rathauses an. Heute hat es jedoch keine administrative Funktion, sondern ist ein multifunktionales Gebäude mit einer Gesamtfläche von 4700 m², in dem unter anderem das Kammerorchester Elbląg und eine Touristeninformation ansässig sind, außerdem sind ein Ort für Wechselausstellungen, ein Konferenzraum und Büros eingerichtet und ein Modell des alten Elbing ist ausgestellt.